# 博达德
博达德（羅馬化：Botād）是印度古吉拉特邦博达德县的一个城镇。总人口100059（2001年）。

## 人口
该地2001年总人口100059人，其中男性52668人，女性47391人；0—6岁人口15458人，其中男8304人，女7154人；识字率63.61%，其中男性为71.08%，女性为55.31%。